# تنها (فیلم ۲۰۱۵)
تنها (به هندی: Alone) فیلمی محصول سال ۲۰۱۵ و به کارگردانی بوشان پاتل است. در این فیلم بازیگرانی همچون بیپاشا باسو، کاران سینگ گروور، ذاکر حسین، نینا گوپتا، دینو مورئا ایفای نقش کرده‌اند.

## داستان
فیلم در شبی طوفانی در کرالا آغاز می‌شود. شاخه‌ای بزرگ از درخت شکسته و سقف یک ساختمان جنبی را خراب می‌کند. زنی که برای بررسی این ساختمان می‌رود، دچار حادثه شده و در بیمارستان بستری می‌شود.
در شهری دیگر، دختر این زن به نام سانجانا و همسرش کبیر بر سر این‌که نتوانسته‌اند تولد سانجانا را با هم جشن بگیرند، بحث می‌کنند. در همین هنگام سانجانا تماس تلفنی دربارهٔ حادثهٔ مادرش دریافت می‌کند و با عجله همراه کبیر به کرالا پرواز می‌کنند.
در کرالا، سانجانا دچار رؤیاها و دیدارهایی می‌شود که او را به این باور می‌رساند که روح خواهر دوقلوی به‌هم‌چسبیده‌اش، آنجانا، که سال‌ها پیش مرده، حالا به سراغش آمده است. کبیر حرف‌های او را باور نمی‌کند و او را نزد یکی از استادان سابقش برای درمان روحی می‌فرستد.
در طول درمان، سانجانا برای استاد تعریف می‌کند که آنجانا همیشه از این‌که کبیر سانجانا را بیشتر دوست دارد ناراحت بود. زمانی که کبیر به سانجانا گفت قرار است از خارج بازگردد، سانجانا تصمیم گرفت از خواهرش جدا شود. اما در جریان عمل جداسازی، آنجانا جان باخت و سانجانا خود را مسئول مرگ خواهرش می‌داند. استاد به او اطمینان می‌دهد که این رؤیاها ناشی از عذاب وجدانش هستند.
آن شب، در خانهٔ مادرش، سانجانا به‌دست نیرویی ناپیدا به ساختمان جنبی کشیده می‌شود. کبیر با شنیدن صداها، بیدار شده و سانجانا را بی‌هوش در آنجا پیدا می‌کند. پس از بیدار شدن، سانجانا تسخیرشده توسط روح آنجانا است. او حالا علاقه‌ای شدید و غیرعادی به کبیر نشان می‌دهد. استاد که بار دیگر او را ملاقات می‌کند، متوجه تغییری عجیب می‌شود و به کبیر هشدار می‌دهد تا مراقبش باشد، اما سانجانا این حرف را می‌شنود.
نگهبان پیشنهاد می‌کند مراسمی برای پاکسازی روح او انجام شود. پس از مراسم، تسلط روح آنجانا بر بدن سانجانا شدت می‌گیرد و چهره واقعی او نمایان می‌شود، تا جایی که ناچار به احضار جن‌گیر می‌شوند.
در جریان مراسم، آنجانا فاش می‌کند که به قتل رسیده است. او هنگام ترک بدن سانجانا، از کبیر می‌خواهد حقیقت مرگش را کشف کند. پس از بیدار شدن سانجانا، کبیر تهدید به ترک او می‌کند. سانجانا به او می‌گوید سال‌ها پیش وقتی کبیر تماس گرفت تا خبر بازگشتش را بدهد، آنجانا دچار جنون شد و تلاش کرد سانجانا را بکشد چون خودش هم به کبیر علاقه‌مند بود. سانجانا در دفاع از خود، با جعبه موسیقی شیشه‌ای به سر آنجانا ضربه زد و باعث مرگش شد. مادرشان برای محافظت از دخترش، حقیقت را پنهان کرد. پس از مشورت با استاد، تصمیم می‌گیرند آخرین یادگار آنجانا را پیدا کرده و بسوزانند تا روحش رهایی یابد.
سانجانا، کبیر، نگهبان و عروس نگهبان صدای موسیقی را تا ساختمان جنبی دنبال می‌کنند. زیر کف زمین، جسد آنجانا را پیدا می‌کنند. نگهبان و عروسش برای آوردن نفت می‌روند اما هر دو به‌دست روح آنجانا کشته می‌شوند. استاد با نفت به ساختمان می‌رسد، اما روح آنجانا او را تسخیر کرده و به سانجانا حمله می‌کند. کبیر در حین درگیری، گردنبندی را که سال‌ها پیش به سانجانا داده بود روی جسد آنجانا پیدا می‌کند. او سانجانا را بازخواست می‌کند و او اعتراف می‌کند که در واقع آنجانا است. او می‌گوید سانجانا را با همان جعبه موسیقی کشته و جای او را گرفته تا با کبیر باشد. کبیر خشمگین شده و تصمیم به ترک او می‌گیرد، اما آنجانا با صندلی به سر او می‌کوبد. هنگامی که می‌خواهد کبیر را با قیچی بکشد، روح سانجانا ظاهر می‌شود و جلویش را می‌گیرد. سقف شعله‌ور فرو می‌ریزد و آنجانا را می‌کشد. استاد کبیر را نجات می‌دهد و کبیر روح سانجانا را می‌بیند که لبخندزنان ناپدید می‌شود.